# Porcellio cattarensis
Porcellio cattarensis is een pissebed uit de familie Porcellionidae. De wetenschappelijke naam van de soort is voor het eerst geldig gepubliceerd in 1901 door Karl Wilhelm Verhoeff.